# Суакін
Суакін або Савакін (араб. سواكن, Савакін) — портове місто на північному-сході Судану, на західному березі Червоного моря. Населення міста становить близько 39,000 чол., за переписом 1983 року — 18,030 Раніше Суакін був головним портом регіону, але нині має другорядне значення після Порт-Судану, який розташований за 50 км на північ. Між Суакіном та Джиддою, що в Саудівській Аравії існує поромний зв'язок.

## Клімат
Суакін знаходиться в регіоні з жарким пустельним кліматом (за Кеппеном — BWh) з дуже жаркою та вологою погодою влітку та дуже теплою взимку. Впродовж цілого року опади незначні, окрім листопада, коли при східних вітрах можуть бути випадкові зливи: в листопаді 1965 року опади склали 445 мм, в той же час з липня 1981 до червня 1982 було зафіксовано не більше 3 мм.
Найтепліший місяць — липень із середньою температурою 35 °C (95 °F). Найхолодніший місяць — січень, із середньою температурою 22.8 °С (73 °F).
| Клімат Суакіна          | Клімат Суакіна | Клімат Суакіна | Клімат Суакіна | Клімат Суакіна | Клімат Суакіна | Клімат Суакіна | Клімат Суакіна | Клімат Суакіна | Клімат Суакіна | Клімат Суакіна | Клімат Суакіна | Клімат Суакіна | Клімат Суакіна |
| Показник                | Січ.           | Лют.           | Бер.           | Квіт.          | Трав.          | Черв.          | Лип.           | Серп.          | Вер.           | Жовт.          | Лист.          | Груд.          | Рік            |
| Середній максимум, °C   | 26             | 26             | 27             | 30             | 33             | 38             | 42             | 41             | 37             | 33             | 30             | 27             | 32             |
| Середня температура, °C | 23             | 23             | 23             | 26             | 29             | 32             | 35             | 35             | 31             | 29             | 27             | 24             | 28             |
| Середній мінімум, °C    | 19             | 19             | 20             | 21             | 24             | 25             | 28             | 29             | 26             | 25             | 23             | 21             | 23             |
| Норма опадів, мм        | 8              | 2              | 1              | 1              | 1              | 0              | 8              | 6              | 0              | 16             | 54             | 28             | 123            |
| ----------------------- | -------------- | -------------- | -------------- | -------------- | -------------- | -------------- | -------------- | -------------- | -------------- | -------------- | -------------- | -------------- | -------------- |
| Джерело: Weatherbase    |                |                |                |                |                |                |                |                |                |                |                |                |                |